# Kazimierz Smoleński

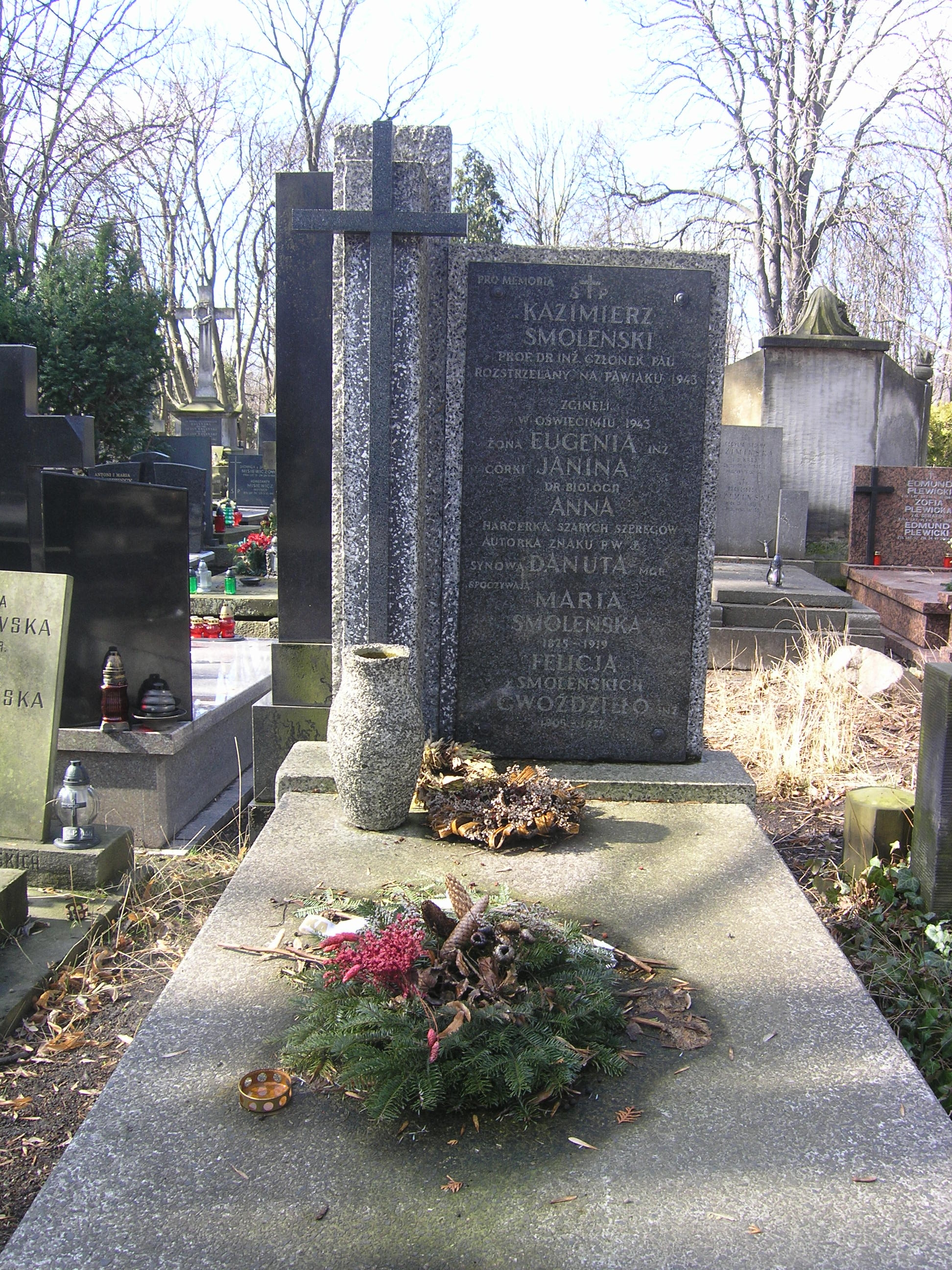
Symboliczny grób Kazimierza Smoleńskiego na cmentarzu Powązkowskim w Warszawie (marzec 2012)

Kazimierz Smoleński (ur. 4 marca 1876 w Mławie, zm. 7 maja 1943 w Warszawie) – polski chemik oraz technolog, profesor Politechniki Warszawskiej, członek Polskiej Akademii Umiejętności.

## Życiorys
W roku 1901 ukończył Petersburski Państwowy Instytut Technologiczny, a w 1907 roku został powołany na stanowisko docenta cukrownictwa na tej uczelni. W 1916 mianowany profesorem nadzwyczajnym Instytutu Technologicznego w Piotrogrodzie. W 1919 powrócił do odrodzonej Polski gdzie 15 maja został mianowany profesorem zwyczajnym Politechniki Warszawskiej. Objął Katedrę Technologii Chemicznej Ogólnej Organicznej i Technologii Węglowodanów, a od 1936 Zakład Technologii Ogólnej Organicznej i Technologii Węglowodanów. Zdobył międzynarodowe uznanie w dziedzinie chemii cukrów. Był też jednym z pierwszych technologów, który przewidywał rozwój chemii w oparciu o surowce petrochemiczne, głównie etylen.
W roku 1933 został członkiem Tymczasowego Komitetu Doradczo-Naukowego.
Na zlecenie polskiego rządu podjął w okresie międzywojennym prace w kierunku aromatyzacji ropy naftowej. Jako jeden z pierwszych naukowców w Polsce zajmował się tworzywami sztucznymi. Zajmował się praktycznymi procesami technologicznymi w tym zakresie stając się w okresie międzywojennym m.in. twórcą metod produkcji styrenu i polistyrenu. W latach 20. XX w. otrzymał chlorek winylu oraz jego polimery. Był autorem ponad 170 prac naukowych.
W czasie okupacji wykładał na tajnym wydziale chemii Politechniki Warszawskiej. 3 listopada 1942 w trakcie wykładu został aresztowany przez Gestapo w związku z aresztowaniem córki Anny Smoleńskiej. Osadzony wraz z całą rodziną na Pawiaku przez ponad pół roku był poddawany torturom. Rozstrzelany w bramie domu przy ulicy Dzielnej 21 w Warszawie wraz z kilkudziesięcioma więźniami Pawiaka w pierwszej masowej egzekucji w ruinach getta warszawskiego. Symboliczny grób znajduje się na cmentarzu Powązkowskim w Warszawie (kwatera 221-1-21).

## Ordery i odznaczenia
- Krzyż Komandorski Orderu Odrodzenia Polski (27 listopada 1929)[10]
- Order Korony (Belgia)

## Upamiętnienie
Został uhonorowany w zbiorowym upamiętnieniu chemików polskich na grobowcu prof. dr. Wandy Polaczkowej i Heleny Czarnodolowej (wdów po chemikach) na cmentarzu Powązkowskim w Warszawie; pod głównym napisem Tu umarli żyją umieszczono dedykację o treści: Oto mogiła chemików, których prochy w latach 1939–45 rozsiane zostały przez wroga nie znalazły miejsca w polskiej ciszy cmentarnej.